# Ardisia purpurea
Ardisia purpurea là một loài thực vật có hoa trong họ Anh thảo. Loài này được Reinw. ex Blume mô tả khoa học đầu tiên năm 1826.